# جونینیو پرنامبوکانو
آنتونیو آگوستو ریبیرو رئیس جونیور (به پرتغالی: Antônio Augusto Ribeiro Reis Jr.) (متولد ۳۰ ژانویه ۱۹۷۵)، که بیشتر با نام «جونینیو پرنامبوکانو» یا به‌سادگی «جونینیو» شناخته می‌شود، فوتبالیست حرفه‌ای بازنشسته اهل برزیل است که آخرین سمتش مدیر ورزشی باشگاه فوتبال لئون در لیگ یک فرانسه بوده است. جونینیو متخصص ضربات ایستگاهی بود و به‌ویژه برای ضربات کاشته خمیده‌اش و تکنیک نادری به‌نام «ناکلبال» که خودش آن را توسعه داده بود، شهرت داشت. او رکورددار بیشترین گل زده از روی ضربه آزاد (۷۷ گل) است و بسیاری او را بهترین زننده ضربات ایستگاهی تاریخ فوتبال می‌دانند.
جونینیو دوران حرفه‌ای خود را در سال ۱۹۹۳ با باشگاه اسپورت رسیف برزیل آغاز کرد. دو سال بعد به واسکو دوگاما پیوست، جایی که بیش از ۱۰۰ بازی انجام داد و شش عنوان قهرمانی کسب کرد. در سال ۲۰۰۱ به باشگاه لیون فرانسه رفت و طی هشت سال حضورش در این تیم، هفت قهرمانی پیاپی در لیگ را به‌دست‌آورد و در مجموع ۱۰۰ گل در ۳۴۳ بازی رسمی برای این باشگاه به ثمر رساند. پس از ترک لیون در سال ۲۰۰۹، جونینیو مدتی در قطر برای باشگاه الغرافه بازی کرد و بعد به تیم نیویورک ردبولز در آمریکا پیوست. این حضور کوتاه در آمریکا بین دو دوره بازگشت او به باشگاه واسکو قرار گرفت، جایی که سرانجام در سال ۲۰۱۳ بازنشسته شد.
جونینیو نخستین بازی ملی‌اش را در سال ۱۹۹۹ برای تیم ملی برزیل انجام داد و در مجموع ۴۰ بازی ملی و ۶ گل در کارنامه دارد. او در کوپا آمریکای ۲۰۰۱ شرکت داشت و عضو تیمی بود که در سال ۲۰۰۵ قهرمان جام کنفدراسیون‌ها شد. جونینیو پس از جام جهانی ۲۰۰۶ از بازی‌های ملی خداحافظی کرد. بین سال‌های ۲۰۱۳ تا ۲۰۱۸، او به‌عنوان مفسر فوتبال با شبکه ورزشی برزیلی Rede Globo همکاری می‌کرد.